# Branko Lukšič
Branko Lukšič, slovenski politik, * 26. julij 1952.
Med letoma 1997 in 2002 je bil član Državnega sveta Republike Slovenije.